# Chamadouro
Chamadouro é uma aldeia da união de freguesias de Ovoa-Vimieiro, concelho de Santa Comba Dão, distrito de Viseu.
Património:
- Capela de Santo Ildefonso, datada de 1750
- Fonte Nova
- Fonte Velha
- Escola Primária, típica dos anos 40 do século XX
- Associação Cultural Desportiva e Recreativa do Chamadouro [https://www.facebook.com/acdrchamadouro/
]
Lendas:
- Dizem que: a palavra CHAMADOURO, provêm de antigamente, quando o barqueiro, do Rio Dão, que transportava as pessoas de uma margem para a outra, e ainda estava ele a chegar à margem de lá, já havia mais fregueses deste lado a chamá-lo incomodativamente para ele vir rápido buscá-los. O barqueiro começou a queixar-se várias vezes: "Ai que CHAMADOURO, ainda agora aí estive, já estão a chamar outra vez!"
E assim ficou o nome Chamadouro.
- Embora também há quem diga que Chamadouro provêm do nome de uma peça do Lagar Romano, existente no centro da aldeia antigamente, agora extinto. Essa peça, fazia com que a rosca da prensa, fizesse a pedra subir ou descer.
- No extremo norte, existe um local designado como Serra do Santo, segundo se pensa terá sido aqui edificada a primeira Capela a Santo Ildefonso.
- No extremo sul, encontramos um sitio chamado Castelo, de acordo com histórias antigas seria um local assombrado.
-Há quem diga que neste local há muitos anos existia um castelo. Certo dia três meninos foram ver o castelo um chamava-se Douro, o outro Chama e outro Dan. Estavam eles a passear quando o Douro desapareceu. O Dan perguntou ao Chama "Chama o Douro", e assim ficou o nome Chamadouro. O Douro esse nunca mais ninguém o viu mas há quem diga que ele assombra aquela terra porque os amigos o deixaram para trás.